# Billy Takougoum Kuitche
Billy Jospen Takougoum Kuitche (* 10. Januar 1997) ist ein kamerunischer Leichtathlet, der im Kugelstoßen sowie im Diskuswurf an den Start ging. Aktuell ist er Inhaber des Landesrekordes im Kugelstoßen.

## Sportliche Laufbahn
Erste internationale Erfahrungen sammelte Billy Takougoum Kuitche im Jahr 2018, als er bei den Afrikameisterschaften in Asaba im Kugelstoßen keinen gültigen Versuch zustande brachte. Im Jahr darauf gelangte er bei den Afrikaspielen in Rabat mit 16,06 m auf Rang neun und 2021 stellte er mit 17,21 m einen neuen Landesrekord im Kugelstoßen auf. 2023 belegte er bei den Spielen der Frankophonie in Kinshasa mit 16,73 m den vierten Platz und im Jahr darauf wurde er bei den Afrikameisterschaften in Douala mit 16,09 m Siebter. Zudem gelangte er im Hammerwurf mit 22,05 m auf Rang elf.
In den Jahren 2019 und 2021 sowie 2023 und 2024 wurde Takougoum Kuitche kamerunischer Meister im Kugelstoßen sowie 2019 auch im Diskuswurf.

## Persönliche Bestleistungen
- Kugelstoßen: 17,28 m, 22. Mai 2021 in Douala (kamerunischer Rekord)
- Diskuswurf: 48,05 m, 22. Mai 2021 in Douala
- Hammerwurf: 22,05 m, 25. Juni 2024 in Douala